# Heinz Schneppen
Heinz Schneppen (* 1931 in Bocholt) ist ein ehemaliger deutscher Diplomat und Historiker, der unter anderem von 1989 bis 1993 Botschafter in Paraguay sowie zuletzt zwischen 1993 und 1996 Botschafter in Tansania war.

## Leben

### Diplomatische Laufbahn
Schneppen begann nach dem Schulbesuch 1951 ein Studium der Geschichte, Germanistik und Philosophie an der Westfälischen Wilhelms-Universität zu Münster, das er an der Albert-Ludwigs-Universität Freiburg, der Ludwig-Maximilians-Universität München, der Universität Leiden und der Mount St. Mary’s University in Emmitsburg (USA) fortsetzte. Nach dem Staatsexamen schloss er am 9. Dezember 1958 sein Studium mit der Promotion zum Dr. phil. an der Westfälischen Wilhelms-Universität zu Münster mit einer Dissertation mit dem Titel Niederländische Universitäten und deutsches Geistesleben von der Gründung der Universität Leiden bis ins späte 18. Jahrhundert ab. Im Anschluss war er zwischen 1959 und 1960 Assistent beim Zentralkomitee der deutschen Katholiken (ZdK) in Bonn sowie zwischen Februar und September 1960 Hilfsreferent im Referat IV/3 (Großbritannien, Australien, Neuseeland, Irland, Nordische Staaten) in der Abteilung IV (Ausland) des Presse- und Informationsamtes der Bundesregierung.
1960 trat Schneppen in den Auswärtigen Dienst ein und war anfangs zwischen 1960 und 1962 Pressehilfsreferent an der Botschaft im Vereinigten Königreich sowie anschließend bis 1964 Pressereferent an der Botschaft in den Niederlanden, ehe er nach seiner Rückkehr bis 1967 Referent im Referat L 4 (Pressereferat) in der Zentrale des Auswärtigen Amtes in Bonn war. Er war von 1967 bis 1970 zum Presse- und Informationsamt der Bundesregierung abgeordnet, wo er Persönlicher Referent der Chefs des Presse- und Informationsamtes, Günter Diehl und Conrad Ahlers, war. Zwischen 1970 und 1973 war er an der Botschaft in Ecuador tätig, anschließend bis 1976 an der Botschaft in Frankreich.
Schneppen kehrte 1976 in die Zentrale des Auswärtigen Amtes zurück und war dort bis 1979 stellvertretender Leiter des Referats 222 (technologische, wirtschaftliche und wissenschaftliche Fragen, Verifikation, spezifische Waffenverbote, Friedensforschung) der Unterabteilung 22 (Beauftragter der Bundesregierung für Fragen der Abrüstung und Rüstungskontrolle) in der Abteilung 2 (Politische Abteilung). Zwischen 1979 und 1984 war er Leiter des German Information Center, einer Abteilung der Botschaft Washington mit Sitz in New York City. Nach seiner Rückkehr nach Deutschland war er zunächst von 1984 bis 1985 Leiter des Referats 012 (Öffentlichkeitsarbeit Ausland und Inland) im Leitungsstab und danach zwischen 1985 und 1989 Leiter des Referats 205 (Vereinigtes Königreich, Gemeinsame Fragen des Commonwealth, Kanada, Irland, Nordische Staaten) in der Abteilung 2 (Politische Abteilung) des Auswärtigen Amtes.
1989 wurde Schneppen als Nachfolger von Richard Louis Botschafter in Paraguay und übte diese Funktion bis 1993 aus, woraufhin er durch Joachim Kausch abgelöst wurde. Zuletzt erhielt er als Nachfolger von Dietrich Venzlaff 1993 seine Akkreditierung als Botschafter in Tansania. Auf diesem Posten verblieb er bis zu seinem Eintritt in den Ruhestand 1996.

### Historiker und Sachbuchautor
Nach seinem Eintritt in den Ruhestand widmete sich Schneppen überwiegend seiner Tätigkeit als Historiker und gab mehrere Sachbücher heraus. Zunächst erschienen 1999 die autobiografischen Briefe der Emily Ruete, eine omanisch-sansibarische Prinzessin, die nach der Heirat mit dem deutschen Kaufmann Rudolph Heinrich Ruete als Schriftstellerin und Lehrerin in Deutschland lebte. 2002 erschien eine Biografie des französischen Naturforschers Aimé Bonpland.
Bekanntheit erreichte er als Autor von im Berliner Metropol Verlag erschienenen Fachbüchern zu Themen zum Nationalsozialismus. In seinem 2007 erschienenen Buch Odessa und das Vierte Reich. Mythen der Zeitgeschichte befasste er sich mit der Organisation der ehemaligen SS-Angehörigen, die Thema des 1972 erschienenen und 1974 verfilmten Buchs Die Akte Odessa von Frederick Forsyth war. 2009 erschien Ghettokommandant in Riga: Eduard Roschmann. Fakten und Fiktionen über den Kommandanten des Ghetto Riga, Eduard Roschmann. 2011 erschien eine Biografie des Organisators der nationalsozialistischen Gaswagenmorde, Walther Rauff.
Des Weiteren verfasste Schneppen auch Aufsätze in Fachzeitschriften wie zum Beispiel über Chalid ibn Barghasch, das Hospitali ya Ocean Road, Otto Bräutigam, der während der Zeit des Nationalsozialismus sowohl im Auswärtigen Amt als auch im Reichsministerium für die besetzten Ostgebiete von Alfred Rosenberg in leitenden Positionen gearbeitet hat und in der Nachkriegszeit 1954 Leiter der Ostabteilung des Bundesaußenministeriums wurde, sowie über Franz Nüßlein, der während des Zweiten Weltkriegs im Protektorat Böhmen und Mähren eingesetzt war und in der Bundesrepublik Deutschland ab 1955 als Diplomat tätig wurde und dessen Nachruf in der Mitarbeiterzeitung internAA des Auswärtigen Amtes im Mai 2003 der Auslöser des Nachruf-Erlasses im Auswärtigen Amt 2003 war, aus dem sich Anfang 2005 die Nachruf-Affäre entwickelte. Hierzu verfasste er 2011 bereits einen Artikel über die Arbeit der Unabhängigen Historikerkommission des Auswärtigen Amtes.

## Veröffentlichungen

### Bücher
- Niederländische Universitäten und deutsches Geistesleben, von der Gründung der Universität Leiden bis ins späte 18. Jahrhundert. Dissertation Universität Münster, 1958. Verlag Aschendorff, Münster 1960
- Emily Ruete: Briefe nach der Heimat. Philo-Verlag, Bodenheim bei Mainz 1999, ISBN 3-8257-0114-X.
- Aimé Bonpland: Humboldts vergessener Gefährte? Berlin-Brandenburgische Akademie der Wissenschaften, 2002.
- Sansibar und die Deutschen. Ein besonderes Verhältnis. 1844–1966. LIT Verlag, Münster 2006, ISBN 3-8258-6172-4.
- Odessa und das Vierte Reich. Mythen der Zeitgeschichte. Metropol Verlag, Berlin 2007, ISBN 978-3-938690-52-9.
  - Alexander Peter d'Erizans: Review of Schneppen, Heinz, Odessa und das Vierte Reich: Mythen der Zeitgeschichte. H-German, H-Net Reviews. August, 2011. URL: https://www.h-net.org/reviews/showrev.php?id=32304
- Ghettokommandant in Riga: Eduard Roschmann. Fakten und Fiktionen. Metropol Verlag, Berlin 2009, ISBN 978-3-938690-93-2.
- Walther Rauff. Organisator der Gaswagenmorde. Eine Biografie. (= Zeitgeschichten. Band 7). Metropol Verlag, Berlin 2011, ISBN 978-3-86331-024-0.

### Aufsätze
- Sayyid Ḫālid b. Barġaš: Drei Tage Sultan – dreißig Jahre im Exil. In: Der Islam. Bd. 76, Heft 2, 1999, S. 299–312.
- Die Anfänge des Ocean Road Hospital in Daressalam: vom Missionshospital zum Gouvernements-Krankenhaus. In: Sudhoffs Archiv. Band 84, Nr. 1, 2000, S. 63–88.
- Nietzsche und Paraguay: Der Philosoph als Bauer? In: Nietzscheforschung. Jahrbuch der Nietzsche-Gesellschaft, Band 8, 2001, S. 249–265.
- Vom Jagdtrieb historischer Ermittler: Der Bericht der „Unabhängigen Historikerkommission“ zur Vergangenheit des Auswärtigen Amtes. In: Zeitschrift für Geschichtswissenschaft. (ZfG), Nr. 7/8, 2011, S. 593–620.
- Streitbar und umstritten: Simon Wiesenthal retrospektiv. In: ZfG. Nr. 2, 2011, S. 101–112.
- Generalkonsul a.D. Dr. Otto Bräutigam: Widerstand und Verstrickung. Eine quellenkritische Untersuchung. In: ZfG. 60. Jg., Heft 4, 2012, S. 301–330.
- Der Fall des Generalkonsuls a.D. Franz Nüßlein. Eine Rekonstruktion. In: ZfG. 2012, S. 1007–1037.
- Das Nürnberger Urteil über die „verbrecherischen Organisationen“ und seine Folgen. Eine kritische Bilanz. In: ZfG. Nr. 1, 2015, S. 28–67.
- Mutmaßungen über Rauff. In: ZfG. Nr. 10, 2016, S. 876–882.